# Erik Svensson
  Erik Svensson    (Jönköping, 10 de setembre de 1903 - Falkenberg, 22 de setembre de 1986) va ser un atleta suec, especialista en salt de llargada i triple salt, que va competir durant les dècades de 1920 i 1930.
El 1928 va prendre part en els Jocs Olímpics d'Amsterdam, on fou vuitè en el salt de llargada del programa d'atletisme. Quatre anys més tard, als Jocs de Los Angeles, disputà dues proves del programa d'atletisme. Fou quart en la mateixa prova del salt de llargada, alhora que guanyà la medalla de plata en la del triple salt.
En el seu palmarès també destaca la medalla de plata de triple salt al Campionat d'Europa d'atletisme de 1934 i el campionat nacional de triple i llargada de 1933. Entre 1931 i 1948 va posseir el rècord nacional de triple i entre 1934 i 1959 el de llargada.

## Millors marques
- Salt de llargada. 7m 53cm (1934)
- Triple salt. 15m 32cm (1932)[1][2]